# Nicànor d'Estagira
Nicànor d'Estagira (en grec Νικάνωρ) va ser un militar macedoni originari d'Estageira.
Alexandre el Gran el va enviar a Grècia a proclamar, durant els jocs olímpics del 324 aC, el decret per fer tornar els exiliats de totes les ciutats de Grècia.
Probablement és el mateix Nicànor que apareix més tard amb el comandament de la flota durant el setge de Milet, i també probablement és el mateix Nicànor que en el repartiment de Triparadisos del 321 aC va obtenir la important satrapia de Capadòcia i va ser partidari d'Antígon el Borni al que va acompanyar a la guerra contra Èumenes de Càrdia. Després de la segona batalla de la Gabiene, Nicànor va ser l'encarregat de recollir a Èumenes, que com a presoner entregaven els argiraspides.
A la mort de Pitó i els seus associats el 316 aC, va ser nomenat governador o sàtrapa de Mèdia i províncies adjacents (les anomenades "Altes Satrapies"), govern que va conservar fins al 312 aC en què Seleuc es va apoderar de Babilònia. Nicànor va reunir un exèrcit i va marxar contra Seleuc però va ser sorprès i derrotat quan passava el Tigris i les seves tropes van ser aniquilades o es van passar a l'enemic. Segons Diodor de Sicília, Nicànor va poder escapar cap al desert des d'on va demanar ajut a Antígon. Segons Appià en canvi va morir en la batalla. Aquesta segona versió sembla més probable, ja que no torna a ser mencionat.